# 1992 en sociologie
| Années de la sociologie : 1989 - 1990 - 1991 - 1992 - 1993 - 1994 - 1995    |
| Décennies de la sociologie : 1960 - 1970 - 1980 - 1990 - 2000 - 2010 - 2020 |

Cet article présente les événements de l'année 1992 dans le domaine de la sociologie.

## Publications

### Livres
- Pierre Bourdieu, Les Règles de l'art.
- Pierre Bourdieu, Loïc Wacquant, Réponses : pour une anthropologie réflexive, Paris, Seuil, 267 p.  (ISBN 978-2-02-014675-3)
- Shmuel Eisenstadt, Jewish civilization : the Jewish historical experience in a comparative perspective
- Stuart Hall, David Held, Tony Mcgrew, Modernity and its Futures
- Stuart Hall, New Ethnicites
- David Lockwood, Solidarity and schism : the problem of disorder in Durkheimian and Marxist sociology
- Niklas Luhmann, Observations of modern trends
- Carlo Trigilia, Sviluppo senza autonomia : effetti perversi delle politiche nel Mezzogiorno
- Alain Touraine, Critique de la modernité, Paris, Fayard

## Congrès
- 24-27 août : 1er congrès de l’Association européenne de sociologie à Vienne, Autriche.

## Autres
- James Coleman devient président de l’Association américaine de sociologie.